# Chuva, Vapor e Velocidade
Chuva, Vapor e Velocidade - O Grande Caminho de Ferro do Oeste, ou, em inglês, Rain, Steam and Speed - The Great Western Railway, é uma pintura a óleo sobre tela do mestre inglês J. M. William Turner (1775-1851) realizada em 1844.
Trata-se de uma paisagem vista através da chuva, contrastando com o vapor e o fumo de uma locomotiva, sendo o resultado da cuidadosa observação direta e pessoal de Turner.
Viajando à janela de um combóio que atravessava uma ponte, Turner reteve na mente a imagem e não hesitou, logo depois, em sentar-se durante quinze minutos sob forte chuva, com os olhos fechados, para poder guardar fielmente tudo quanto tinha observado.

## Descrição
O quadro representa um comboio a passar na ponte de caminho de ferro que atravessa o Rio Tâmisa, em Maidenhead, e que tinha sido construída recentemente entre 1837 e 1839 sob a direcção do mais célebre dos engenheiros da época, Isambard Kingdom Brunel.
Esta ponte fazia parte da linha Great Western de Londres a Bristol e era então considerada como uma proeza arquitetónica.
Tendo por fundo uma paisagem brumosa, campos cultivados e uma cidade ao longe, um comboio avança sobre uma ponte… A locomotiva negra e a massa incandescente à frente impelida pela caldeira levada à potência máxima, emergindo de uma cortina de chuva.
A paisagem é concebida segundo um esquema em perspectiva central, concentrando-se a acção no combóio, organizando-se o pano de fundo à sua volta.
É uma composição de contrastes apresentando a mutação do mundo e da paisagem, com o fim da vida tranquila da era agrária (paisagem rural, representação de uma lebre simbolizando a fauna, de um lavrador, de pescadores, de jovens raparigas dançando na margem, de uma velha ponte de estrada...) e o início da era industrial representado pela imponente locomotiva e o viaduto moderno. Turner, apreciando a velocidade, opunha a velocidade natural (a da lebre saltar nos carris) à velocidade artificial (a do comboio). Irá o comboio destruir a lebre? Irá a modernidade ultrapassar a agricultura e o passado?..
...
A técnica de Turner para realizar o quadro baseou-se nos seus conhecimentos de «pintura física»: munido de pincéis curtos e com o nariz junto à tela, parecia que pintava com os olhos e o nariz. Como história, quando de uma viagem de comboio tempestuosa, e numa espera de um outro comboio em sentido inverso, passou a cabeça pela janela para melhor observar a simbiose entre chuva e velocidade.
O quadro está exposto na National Gallery de Londres, após a sua aquisição à Herança de Turner em 1856.

## Contexto
Em várias das suas últimas obras, J. M. W. Turner utiliza imagens do progresso e da indústria moderna, em geral postas de lado pelos pintores mais convencionais que consideram esses temas como «não artísticos». Chuva, Vapor e Velocidade, The Fighting Temeraire, Staffa e Le Château de Douvres são demonstrações do verdadeiro interesse de Turner pelo progresso técnico que se situava na época na chamada segunda Revolução industrial.
Turner pinta neste caso o fim da era agrícola ao colocar no quadro um arado de tracção animal nas margens do Tâmisa, o que constitui um contraponto do Grande Caminho de Ferro do Oeste (Great Western Railway).
Esta obra é testemunho do seu fascínio pela modernidade da Revolução Industrial, e do seu entusiasmo com a ferrovia. A construção e especulação ferroviária estão no auge em 1844, possuindo Turner ações da companhia do caminho de ferro Great Western Railway Company. Ao contrário de John Martin, John Ruskin, Charles Dickens ou Eugène Delacroix, que consideram o caminho de ferro como desumano, Turner insiste com o tema da velocidade de que ele gosta.
Naquela época, a Inglaterra estava muita avançada no que respeita às inovações técnicas, de que o caminho de ferro era um exemplo. A locomotiva representada era uma das mais modernas da época: uma Firefly Class.
Monet mais tarde criticou Turner pela sua abordagem romântica do caminho de ferro, tendo decidido representar a locomotiva como um monstro bramindo envolto em vapor na sua série La Gare Saint-Lazare de 1877.